# Lackenhäuser
Lackenhäuser ist ein Gemeindeteil der Gemeinde Neureichenau im niederbayerischen Landkreis Freyung-Grafenau. Bis zum 31. Dezember 1977 bildete es eine selbstständige Gemeinde.

## Lage
Die Streusiedlung Lackenhäuser liegt im Bayerischen Wald etwa vier Kilometer östlich von Neureichenau an der Landesgrenze zu Österreich.

## Geschichte
Die Entstehung der Lackenhäuser begann erst Ende des 17. Jahrhunderts und geht auf die rege, jedoch nicht planmäßige Siedlungsarbeit der österreichischen Herrschaft Rannariedl zurück. Auf einer durch Rodungen entstandenen Lichtung entwickelte sich die Siedlung Lockahaisa, wie der Ort von den Einheimischen genannt wird. Hier findet sich auch die Bedeutung des Namens „Lackenhäuser“ wieder, denn das mittelhochdeutsche „Lacken“ steht für eine bestimmte Abholztechnik. Die ersten Siedler kamen damals zum Großteil aus Tirol.
Die Lackenhäuser bildeten eine Hauptmannschaft im Rannariedlischen Oberhofamt. Zur damaligen Zeit gehörte das Gebiet noch zur österreichischen Herrschaft Rannariedl, später dann zum Amt Jandelsbrunn und Pfleggericht Jandelsbrunn des Hochstifts Passau bis zu dessen Auflösung im Jahre 1803.
Der Ort kam nach der kurzen Zugehörigkeit zum Kurfürstentum Salzburg dann zum 1806 eingerichteten Landgericht Wegscheid und damit zu Bayern. Er bestand im Jahr 1809 aus 23 Anwesen. Mit der Trennung von Justiz und Verwaltung im Jahr 1862 kam die Gemeinde Lackenhäuser zum Bezirksamt Wolfstein und zu dem im selben Jahr errichteten Landgericht Waldkirchen.
Kirchlich war zunächst die Pfarrei Waldkirchen, dann die 1721 errichtete Pfarrei Breitenberg für die Lackenhäuser zuständig. Die Bewohner lebten überwiegend von den kargen Erträgen der Landwirtschaft und der Arbeit im Staatsforst. Die Gemeinde Lackenhäuser gehörte schließlich zum Landkreis Wolfstein bis zu dessen Auflösung 1972. Am 1. Januar 1978 wurde die Gemeinde Lackenhäuser in die heutige Gemeinde Neureichenau eingegliedert. Die einst selbstständige Schule in Lackenhäuser wurde dem Schulsprengel Neureichenau unterstellt.

## Kultur und Sehenswürdigkeiten

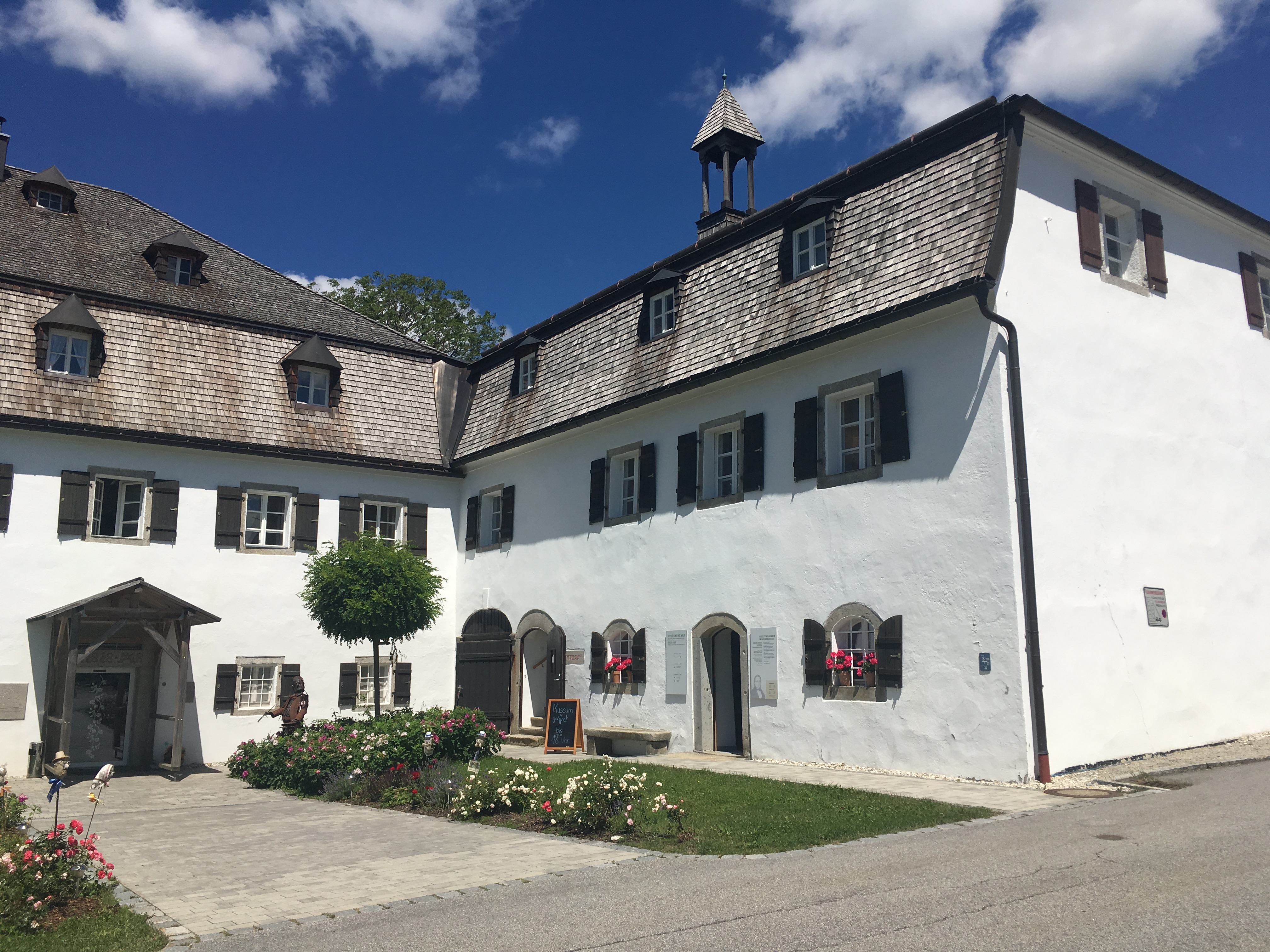
Das Ladenstöckl im Rosenberger Gut

- Rosenberger Gut. Das stattliche zweigeschossige Gebäude mit angefügtem Seitenflügel, dem sogenannten „Ladenstöckl“, wurde 1818 erbaut und diente für zehn Jahre als Sommeraufenthalt des Schriftstellers und Malers Adalbert Stifter. Die Gemeinde Neureichenau richtete 2014 in dem Gebäude das Museum „Adalbert Stifter und der Wald“ ein.[1][2]
- Filialkirche St. Konrad. Sie wurde 1930 als Schulkirche erbaut und 1954 erweitert.
- Heimatmuseum Lackenhäuser. Das 1962 gegründete Heimatmuseum befindet sich im Anbau der Hochwaldhalle und ist auf drei Räume aufgeteilt. Das Heimatmuseum gewährt Einblick in das frühere harte bäuerliche Leben dieser Gegend.

## Bildung und Erziehung
- Grundschule Lackenhäuser

## Vereine
- Bienenzuchtverein Lackenhäuser
- Freiwillige Feuerwehr Lackenhäuser
- Singgemeinschaft Lackenhäuser
- DJK-SSC Lackenhäuser. Die Gründung war im April 1947.
- VdK Ortsverband Lackenhäuser